# Promotor Distrital do Condado de Nova Iorque
O Promotor Distrital do Condado de Nova Iorque, também conhecido como Promotor Distrital de Manhattan, é o promotor público eleito para o Condado de Nova Iorque (Manhattan), Nova Iorque. É responsável por processar violações das leis estaduais de Nova Iorque (violações da lei federal em Manhattan são processadas pelo Procurador dos EUA para o Distrito Sul de Nova Iorque). O atual ocupante do cargo é Alvin Bragg. Ele foi eleito em 2021.
Os promotores distritais estão legalmente autorizados a delegar a acusação de contravenções. Os promotores normalmente não lidam com casos de intimação do Tribunal Criminal da Cidade de Nova Iorque, e o promotor distrital de Manhattan tem um memorando de entendimento com o Departamento de Polícia da Cidade de Nova Iorque permitindo que o seu gabinete jurídico os processe seletivamente.

## História
No ato legislativo de 12 de fevereiro de 1796, o Estado de Nova Iorque foi dividido em sete distritos, cada um com um Procurador-geral adjunto, exceto o condado de Nova York, onde o Procurador-geral do Estado de Nova Iorque, Josiah Ogden Hoffman processou pessoalmente até 1801.
De 1801 a 1813, o Condado de Nova Iorque fez parte do 1º Distrito, que incluía os condados de Nova Iorque, Kings, Queens, Richmond e Suffolk. Na época, Queens incluía o Condado de Nassau e Westchester incluía o Bronx. Em 1813, o Condado de Westchester foi dividido em um novo distrito contendo Rockland e Putnam, e em 1815, o Condado de Nova York se tornou o 12º Distrito — o único na época que era um único condado. Em 1818, cada condado do estado se tornou seu próprio distrito.
De 1874 a 1895, o Condado de Nova Iorque incluiu o West Bronx e, de 1895 a 1913, incluiu tudo o que hoje pertence ao Condado do Bronx. Em 1º de janeiro de 1914, o Bronx se tornou um condado separado com seu próprio promotor distrital.
Até 1822, o promotor público era nomeado pelo Conselho de Nomeação e exercia o cargo "durante a vontade do Conselho", o que significa que não havia um mandato definido. De acordo com as disposições da Constituição do Estado de Nova York de 1821, o promotor distrital era nomeado para um mandato de três anos pelo Tribunal do Condado e, de acordo com as disposições da Constituição de 1846, o cargo tornou-se eletivo por voto popular. O mandato era de três anos, começando em 1º de janeiro e terminando em 31 de dezembro. Em caso de vacância, um promotor distrital interino era nomeado pelo Tribunal de Sessões Gerais até que o Governador de Nova Iorque preenchesse a vaga com uma nomeação interina até que uma eleição fosse realizada para o restante do mandato.

A Carta de Consolidação de 1896 estendeu por um ano o mandato do titular John R. Fellows, que havia sido eleito em 1893, para um mandato de três anos (1894-1896). Desde a eleição municipal de 1897, o mandato do promotor distrital coincidiu com o mandato do prefeito e durou quatro anos. Em caso de vaga, o governador pode fazer uma nomeação interina até que uma eleição especial seja realizada para o restante do mandato.

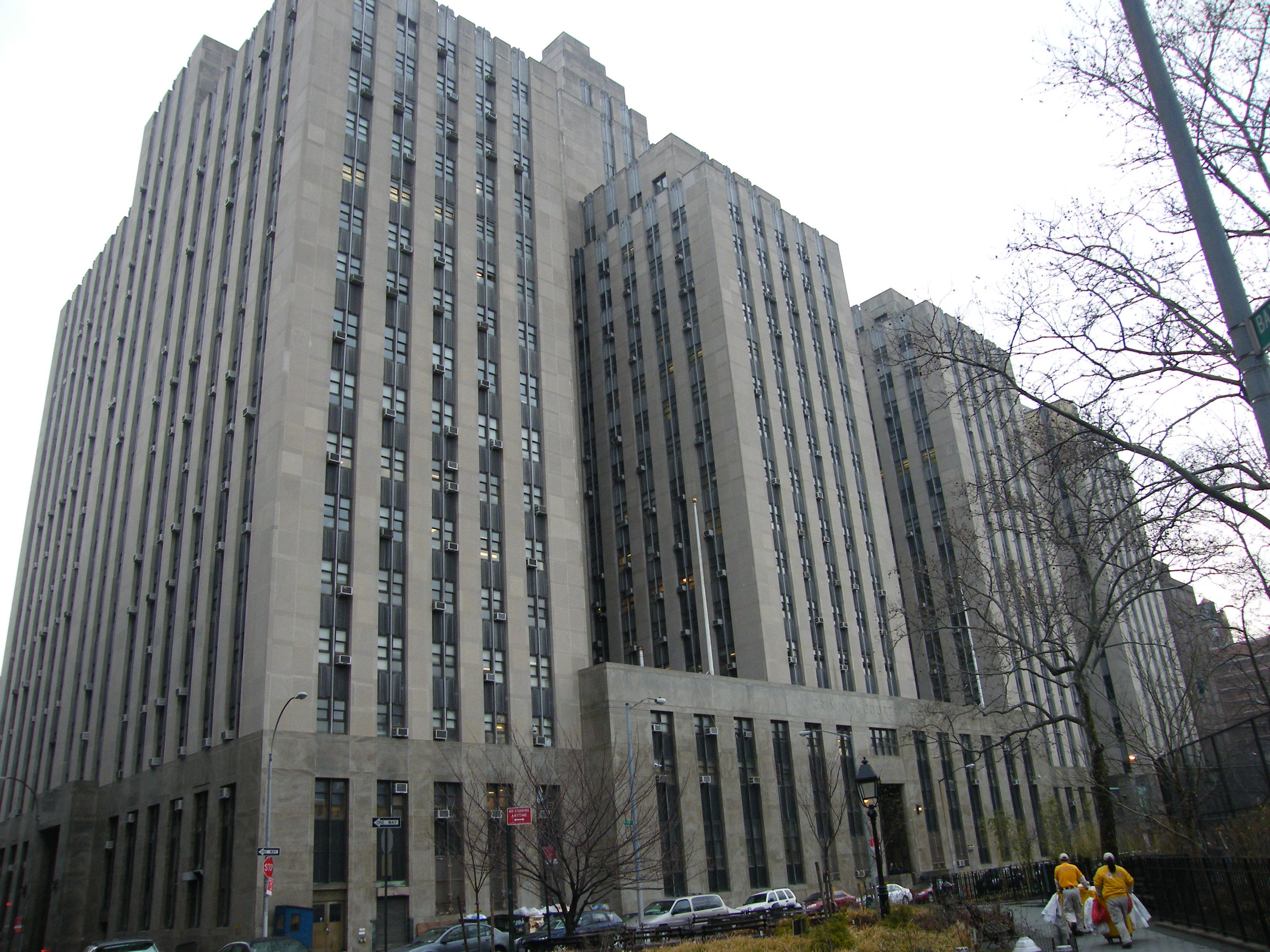
O escritório do promotor opera no Tribunal Criminal de Manhattan, em 1 Hogan Place (100 Center Street)
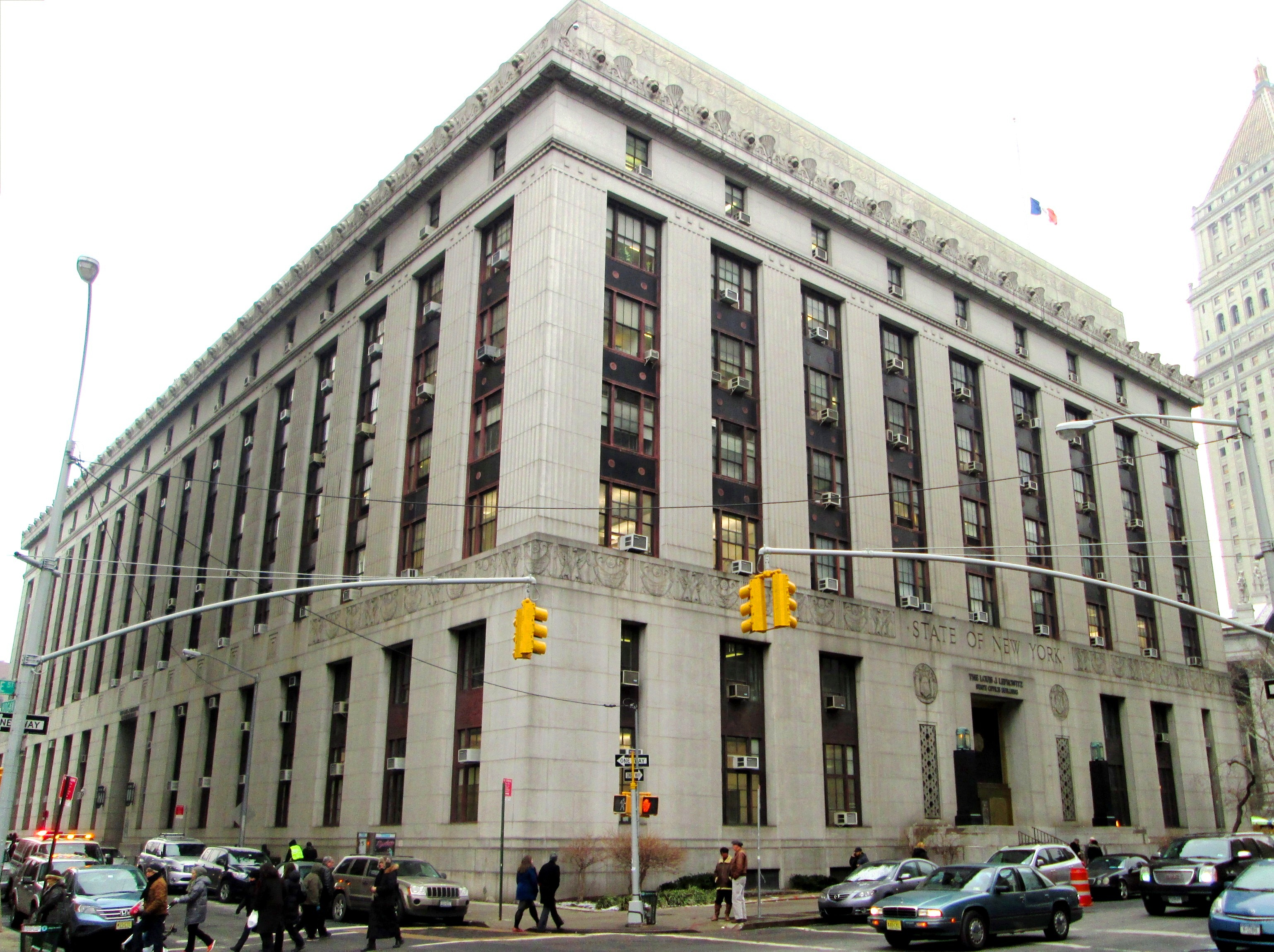
O promotor distrital também atua no Edifício do Gabinete Estadual Louis J. Lefkowitz, na 80 Centre Street (141 Worth Street).